# Янка Купала
Я́нка Купа́ла (настоящее имя Ива́н Домини́кович Луце́вич, бел. Іван Дамінікавіч Луцэвіч; 7 июля 1882, Вязынка, Виленская губерния — 28 июня 1942, Москва) — белорусский поэт и переводчик, драматург. Придерживался национально-либеральных взглядов.
Классик белорусской литературы. Народный поэт БССР (1925). Академик АН БССР (1928) и АН УССР (1929). Лауреат Сталинской премии первой степени (1941).

## Биография

### Детство и юность

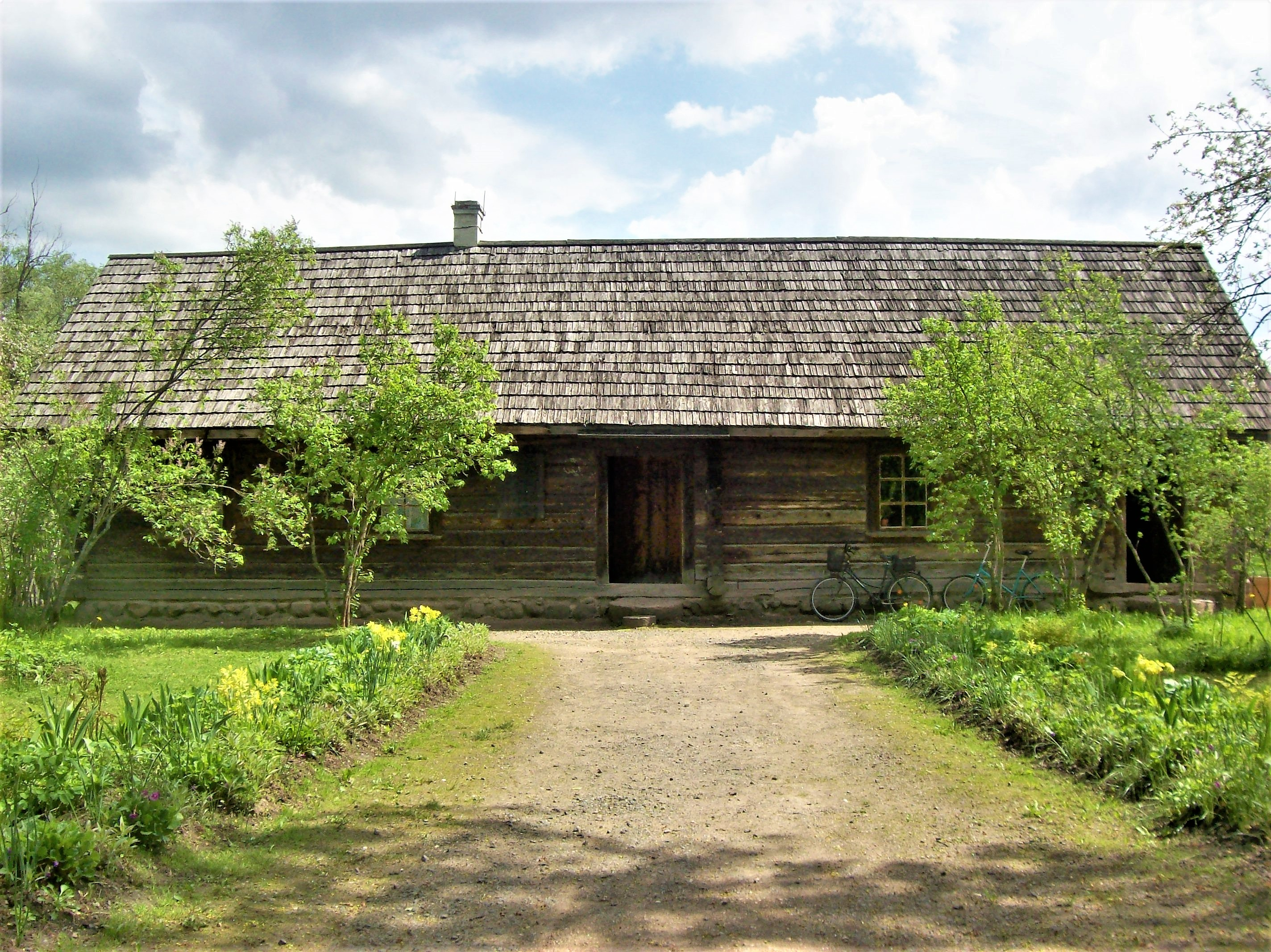
Дом в деревне Вязынка Минской области, в котором родился Янка Купала

Родился в белорусской католической семье Доминика Онуфриевича Луцевича и Бенигны Ивановны Луцевич (урождённой Волосевич).
Родители были обедневшие белорусские шляхтичи, арендовавшие земли в помещичьих угодьях. Род Луцевичей известен с начала XVII века. Дед поэта арендовал землю у Радзивиллов, но был ими изгнан с родных мест. Этот факт лёг в основу купаловской драмы «Раскіданае гняздо».
В детстве будущему поэту приходилось помогать отцу, который, несмотря на своё шляхетское происхождение, по сути принадлежал к числу безземельных крестьян и вынужден был обрабатывать съёмные участки (у Здзеховских и др.), платя крупные суммы в качестве аренды за использование угодий.
Позже Иван устроился чернорабочим на местный винокуренный завод. Хотя тяжёлая работа отнимала у молодого человека много времени, ему удавалось выкраивать свободные часы на занятие самообразованием; таким образом, вскоре будущий Янка Купала ознакомился практически со всеми книгами из отцовской и помещичьей библиотек. В 1898 году окончил народное училище в местечке Беларучи, в следующем году сдал экзамен на звание домашнего учителя.

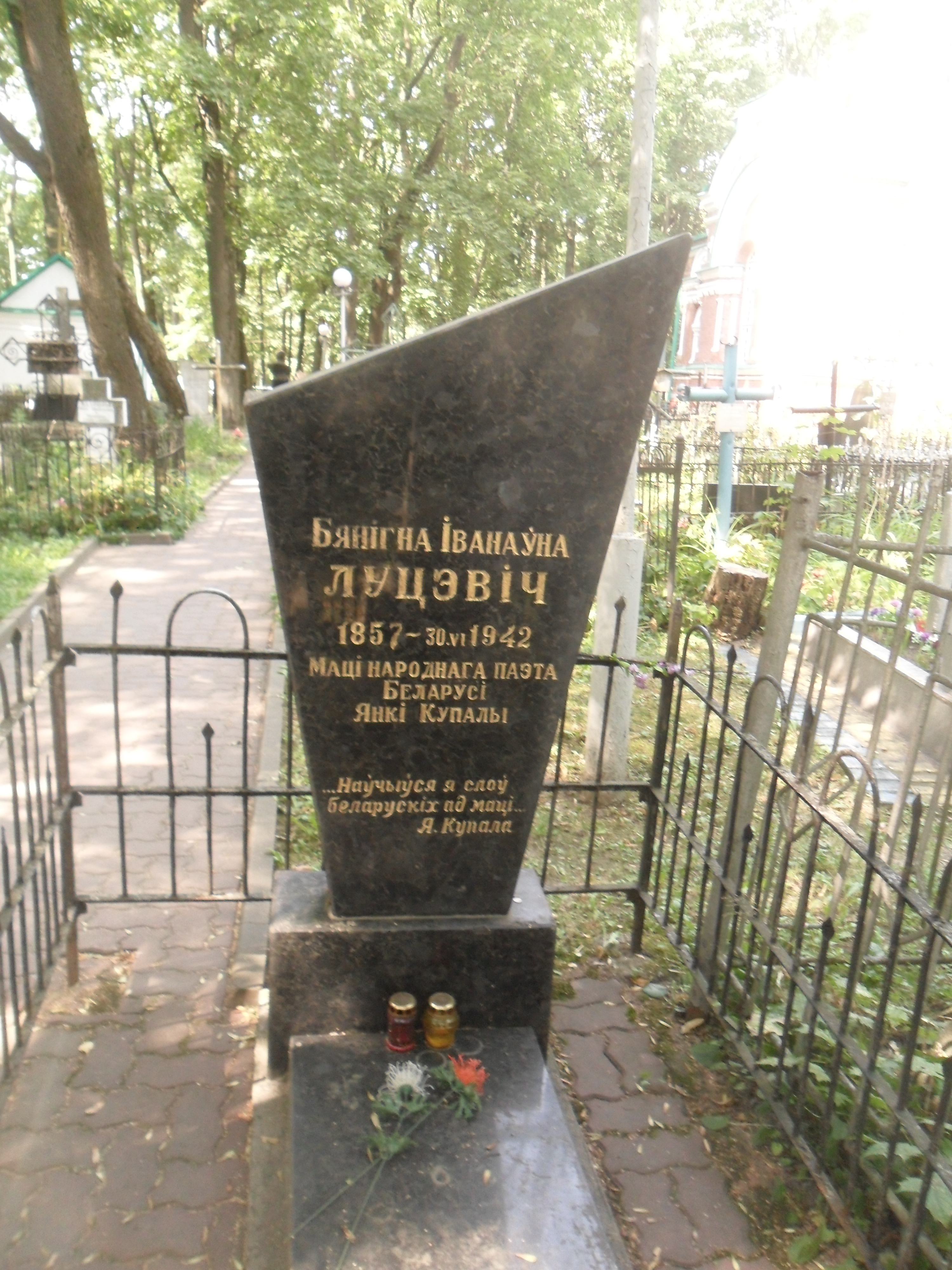
Могила матери Янки Купалы на Военном кладбище Минска.

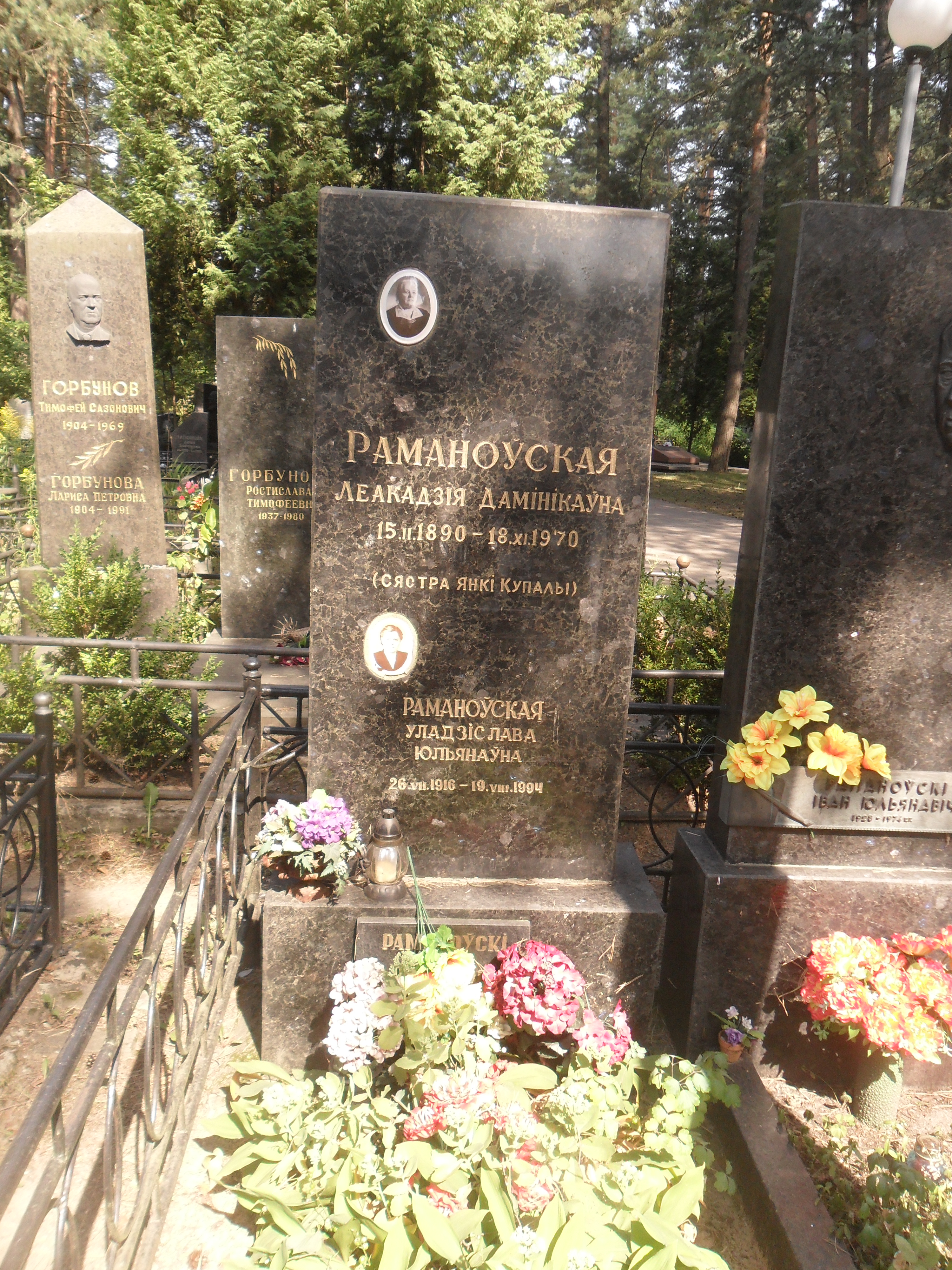
Могила сестры Янки Купалы на Восточном кладбище Минска.

После смерти отца в 1902 году работал домашним учителем, писарем в помещичьем имении, приказчиком и на других работах. В обнаруженной в Национальном историческом архиве Беларуси анкете призывника Луцевича Ивана Доминиковича указаны его вероисповедание — римско-католическое и национальность — русский.
В 1909—1913 годах начинающий поэт учился в Санкт-Петербурге на подготовительных общеобразовательных курсах А. Черняева, затем в 1915 году проучился в Московском городском народном университете имени А. Л. Шанявского, основанном в 1908 году на средства золотопромышленника и мецената Альфонса Леоновича Шанявского и его жены.
Янка Купала поступил в народный университет в сентябре, однако его намерениям продолжить учёбу помешала всеобщая мобилизация, объявленная в связи с наступлением Первой мировой войны. Уже в начале 1916 года поэта-студента призвали в армию и тот поступил в дорожно-строительный отряд, в составе которого работал вплоть до наступления событий Октябрьской революции.
В московском Петропавловском римско-католическом соборе 23 января 1916 года обвенчали: Мещанина г. Минска Ивана Луцевича, холостого, 33 лет, с крестьянкой Минской губернии Новогрудского уезда Кривошинской волости Владиславою Станкевич, девицей, 24 лет, обоих римско-католического вероисповедания. Родители повенчанного: Доминик Луцевич и Бенигна урождённая Волосевич. Родители повенчанной: Франц Станкевич и Эмилия урождённая Монэ.
Позже Янка Купала обосновался в Смоленске, работал в сфере строительства дорог, где его и застала врасплох революционная стихия. В период с 1916 по 1918 годы им не было создано ни одного произведения, однако позже Янка Купала в своей лирике обратился к теме выживания отдельной личности и народа в целом в период исторического перелома. Программные произведения послевоенно-революционного периода «Время», «Для отчизны», «Наследство», «Своему народу» датируются 1919 годом.
После революции Янка Купала поселился в Минске. События Советско-польской войны существенно не повлияли на образ жизни поэта: он пережил годичную польскую оккупацию Минска, в котором и остался жить до следующей войны.

### Первые публикации

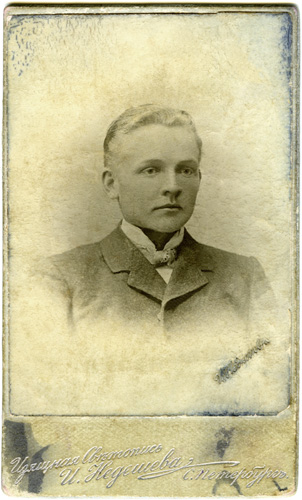
Янка Купала. 1904 год

Первые произведения Купалы — несколько лирических стихотворений на польском языке, опубликованы в 1903—1904 годах в журнале «Ziarno» («Зерно») под псевдонимом «К-а». Первое стихотворение на белорусском языке — «Мая доля» датируется 15 июля 1904 года. Стихотворение «Мужык», опубликованное в 1905 году в минской газете «Северо-Западный край», можно считать успешным дебютом в печати и началом восхождения на литературный белорусский Олимп. Его ранние стихи типичны для фольклора в белорусской поэзии XIX века.
С 1907 года Янка Купала начинает первое кратковременное сотрудничество с газетой «Наша Ніва». В 1906—1907 годах написаны поэмы «Зімою» (Зимой), «Нікому» (Никому), «Адплата каханнем» (Отплата любовью), 18 декабря 1908 году «Наша Ніва» публикует поэму «У Піліпаўку». В том же году закончена работа над поэмами «Адвечная песьня» и «За што?». Тема этих произведений — социальная несправедливость и гнёт помещиков.

### Виленский и петербургский периоды

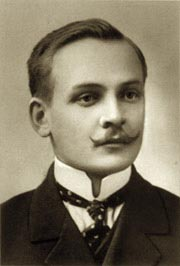
Янка Купала. 1908 год

Осенью 1908 года Купала переехал в Вильну, где продолжил работу в редакции издания «Наша Ніва». В виленский период было написано множество стихотворений — «Маладая Беларусь», «Заклятая кветка» (Заговоренный/заколдованный цветок), «Адцьвітаньне» и другие, «Наша Ніва» опубликовала их у себя.
В 1908 году в Петербурге был издан первый сборник Купалы под названием «Жалейка» («Дудочка»). В конце года Санкт-Петербургский комитет по делам печати при МВД решил конфисковать сборник как антигосударственный, а его автора — привлечь к ответственности. Вскоре арест был снят, но в 1909 году тираж книги повторно конфискован, уже по приказанию Виленского генерал-губернатора. Чтобы не испортить репутацию «Нашей Нівы», Купала прекратил работу в редакции. Тем не менее, петербургский период его жизни и творчества можно назвать одним из самых успешных и продуктивных: в первую очередь потому, что Янке Купале довелось свести знакомства со многими представителями белорусской интеллигенции, например, оформившимся как поэт и снискавшим себе славу к началу 1910-х годов Якубом Коласом и Элоизой Пашкевич, которая работала под псевдонимом Тётка. Ещё в Вильно поэт познакомился с выдающимся деятелем русского символизма В. Я. Брюсовым, который обратил внимание на активно публикующегося автора и изъявил неподдельный интерес к его поэтическому творчеству. Позже Брюсов и Янка Купала продолжили тесно сотрудничать на литературных собраниях в Петербурге; Брюсов стал первым русским автором, который начал переводить белорусского поэта на русский язык.

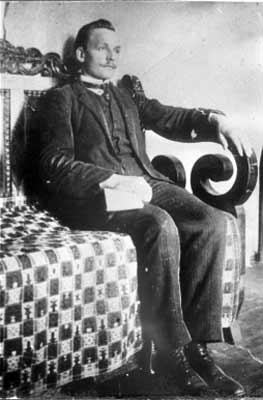
Янка Купала во время своей учёбы в Санкт-Петербурге. 1909 г.

В конце 1909 года Купала уехал в Петербург, где проживал по адресу 4-я линия, 45. 8 июля 1910 года отдельной книгой вышла поэма «Адвечная песьня» (Вечная песнь), а 13 марта 1910 года — сборник «Гусьляр» (Гусляр). В апреле 1910 года была завершена поэма «Курган», а в августе того же года — драма «Сон на кургане» — символ бедного существования народа в тогдашней Беларуси, попытка выявить его глубинные причины. Отдельным изданием поэма опубликована в 1912 году в Санкт-Петербурге.
В 1911—1913 годах Купала жил с матерью и сёстрами в имении Акопы. В Акопах мать Купалы, Бенигна Луцевич, арендовала помещичий хутор. Здесь было написано более 80 стихотворений, пьесы «Паўлінка», «Тутэйшыя», «Раскіданае гняздо», поэмы «Магіла льва», «Бандароўна» и др. На сегодняшний день от хаты Луцевичей сохранился лишь фундамент, колодец и беседка.
3 июня 1912 года Купала завершил первую свою пьесу-комедию «Паўлінка», которая в том же году была издана в Санкт-Петербурге, а затем была поставлена на сцене сначала в Санкт-Петербурге, затем в Вильне. В июне 1913 года в Акопах была завершена историческая поэма «Бандароўна», следом за ней — поэмы «Магіла льва», «Яна і я», а также комедийная пьеса «Прымакі». Тогда же была написана драма «Разорённое гнездо» (1913), опубликованная в Вильне в 1919 году.
Весной 1913 года издан третий сборник Купалы — «Шляхам жыцця» (Дорогой жизни), в который была включена драматическая поэма «На папасе». Осенью 1913 года Купала возвратился в Вильну, где сначала работал секретарём Белорусского издательского товарищества, а потом вновь работал в «Нашей Ніве». 7 апреля 1914 года Купала стал редактором газеты. В 1915 году было написано стихотворение «Бацькаўшчына» (Отечество).

### Советский период

#### 1920-е годы

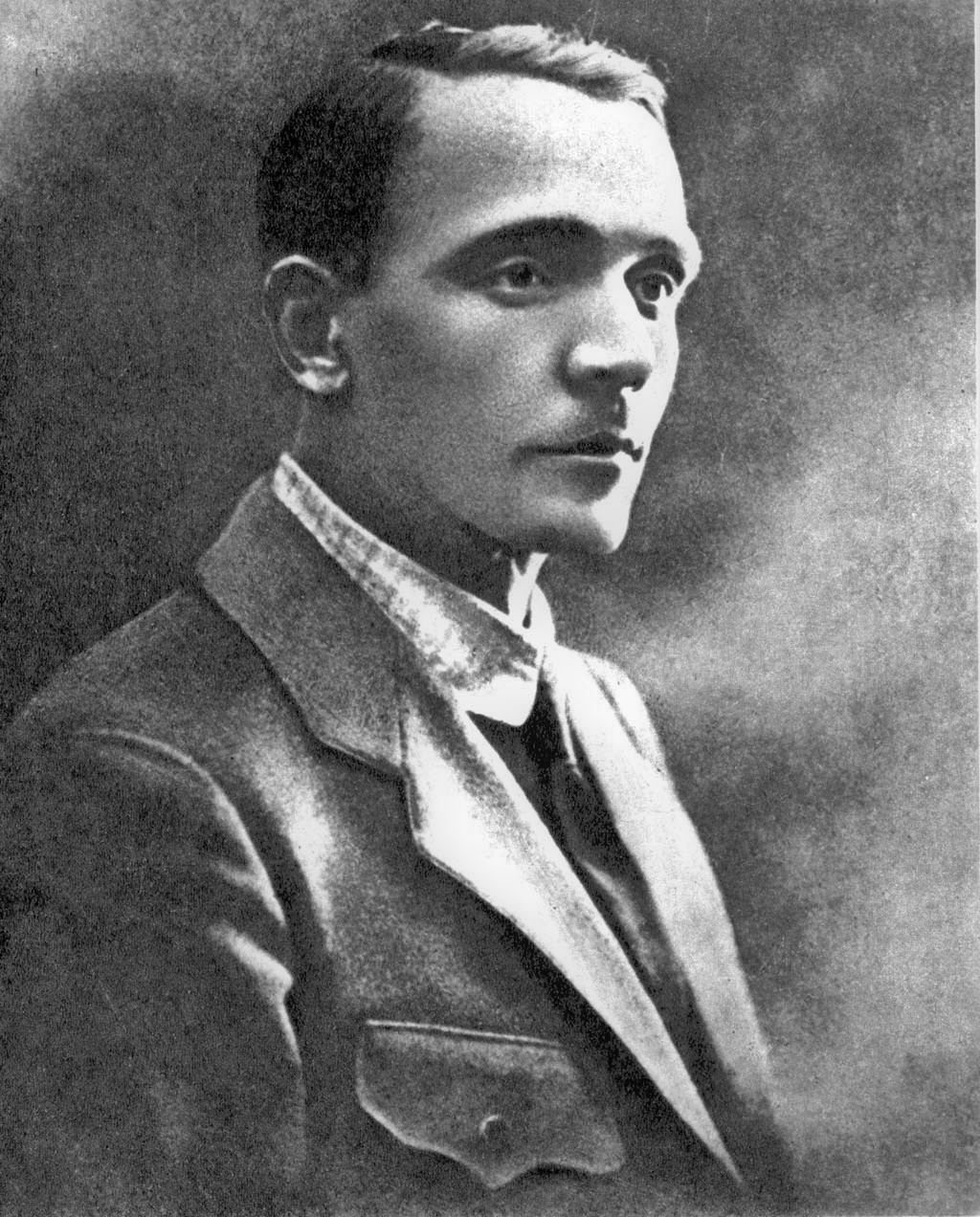
Янка Купала. 1919 год

С наступлением советской эпохи лирические настроения Янки Купалы подверглись некоторым изменениям. На первый план в его стихотворениях вышел мотив ожидания светлого будущего; поэт возлагал искренние надежды на коренные изменения в жизни белорусского народа под влиянием новой эпохи.

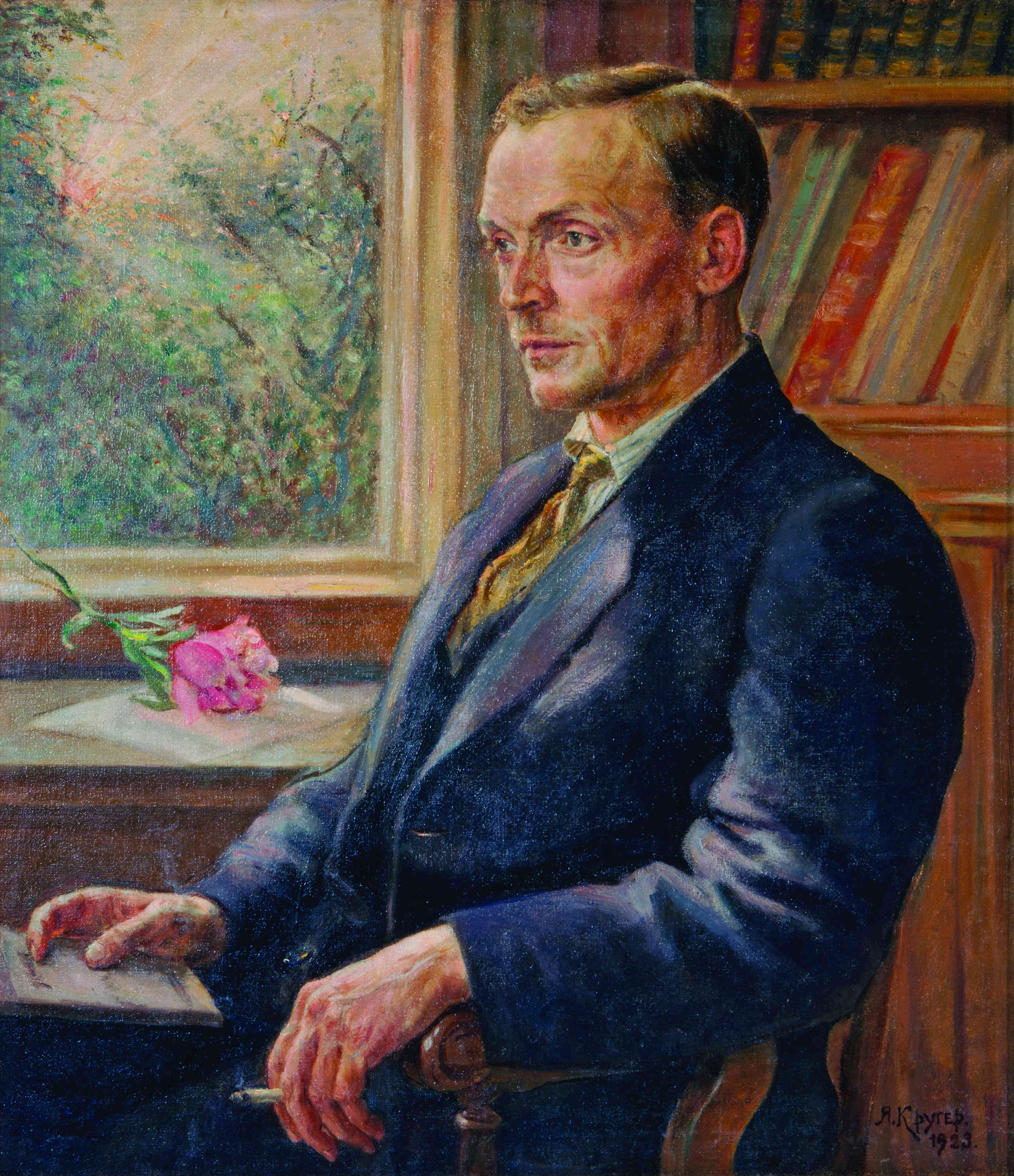
Портрет Янки Купалы кисти Якова Кругера, 1923 год

В 1921 году Купала находился под домашним арестом, его рукописи были изъяты ГПУ.
31 августа 1922 года была завершена пьеса «Тутэйшыя», в скором времени запрещённая за национализм. Её перевод на польский язык вызвал протест польских шовинистов.
10 июня 1925 года Купала удостоился звания Народного поэта БССР.
В ноября 1926 года принял участие в работе Академической конференции по реформе белорусского правописания и азбуки. В 1927 был одним из инициаторов создания литературного общества «Пламя».
С августа по сентябрь 1927 года был на лечении в Карловых-Варах. Тогда же в чехословацкой прессе появляются несколько стихотворений Купалы.
В конце 1920-х годов была свёрнута политика белорусизации многие белорусские писатели и деятели культуры, в том числе и Купала попадают в поле зрения органов госбезопасности. В советской прессе того времени критики обвиняли Купалу в «национал-демократизме» и «идеализации прошлого».
В 1927—1929 годах Купала избирался кандидатом в члены ЦИК БССР, в 1929—1931 и в 1935—1938 член ЦИК. Кроме того являлся депутатом Минского городского совета и членом Союза писателей БССР.

#### 1930-е годы. Репрессии
В 1930 году под «раскулачивание» попали мать и сестра поэта, но из-за заступничества Купалы им удалось избежать ссылки. Летом того же года в газете «Звязда» появилась статья Лукаша Бэндэ «Путь поэта», в которой Купала был назван «идеологом буржуазного национал-возрожденизма».
В то же время советские органы госбезопасности обвиняли Купалу в организации и поддержке Союза освобождения Белоруссии. Поэт не избежал длительных, изнурительных допросов в ГПУ и попытки самоубийства в ноябре 1930-го. В итоге, чтобы избежать дальнейших нежелательных разбирательств, которые могли окончательно подорвать его и без того подкосившееся здоровье, поэт опубликовал покаянное «Открытое письмо», в котором повинился во всех грехах и пообещал, что подобных идеологических ошибок больше не повторит. Существует версия, что настоящим авторам письма был Лукаш Бэндэ, а Купала подписал его под давлением.
С появлением письма нападки на поэта прекратились. Помимо нескольких стихотворений в честь Иосифа Сталина Янка Купала создал ряд лирических произведений о самобытности и культурном богатстве белорусского народа.
Литературная деятельность Купалы оживилась только в середине 1930-х годов. На протяжении следующего десятилетия (вплоть до наступления Великой Отечественной войны) вышли в свет несколько поэтических сборников и поэм: «Песня строительству» (1936), «Белоруссии орденоносной» (1937), «От сердца» (1940), поэмы «Над рекой Орессой» (1933), «Тарасова доля» (1939) и некоторые другие.
В 1935 году в составе делегации советских журналистов и писателей посетил Чехословакию, в частности побывал в городке Свети-Юр.
В 1937 году местные репрессивные органы запрашивали санкцию на арест поэта, но она не была получена.
В январе 1939-го Купала награждён Орденом Ленина. В том же году участвовал в работе Народного собрания Западной Белоруссии. С 1940 года депутат Верховного совета БССР 1 созыва.
В 1941 стал лауреатом Сталинской премии за сборник «От сердца».

#### Награды и премии
- Сталинская премия первой степени (1941) — за сборник стихов «От сердца».
- Орден Ленина (31.01.1939)
- Народный поэт БССР (1925)

### Период Великой Отечественной войны

Могила Янки Купалы на Военном кладбище Минска

В годы войны получила популярность яркая публицистика Янки Купалы, способная зажечь людей для сражения — его новым патриотическим стихотворениям в этот период присуща антифашистская направленность. Уехав из Минска, Янка Купала обосновался в Печищах, маленьком населённом пункте недалеко от Казани, чтобы обрести покой для погружения в антифашистскую публицистику.

### Гибель
Янка Купала скончался 28 июня 1942 года в гостинице «Москва», упав в лестничный пролёт между 9-м и 10-м этажами гостиницы, смерть была мгновенной.
Однако смерть Янки Купалы могла оказаться неслучайной, выдвигаются версии о самоубийстве или убийстве с участием спецслужб. Высота перил и то, что поэт не просто скатился по лестнице, а упал в шахту между пролётами, по мнению минских учёных, говорит о возможном убийстве. По другой из версий, в момент гибели поэта с ним видели женщину. Якобы это была Павлина Мядёлка: подруга юности, первая исполнительница роли Павлинки.
1 июля 1942 после кремации Янка Купала первоначально был погребён в колумбарии № 1 на Новом Донском кладбище в Москве. В июне 1962 году его прах был перенесён в Минск и перезахоронен на Военном кладбище, рядом с могилой матери (умершей на другой день после сына, о гибели которого она в оккупированном Минске так и не узнала). Над могилой Янки Купалы, как и погребённого неподалёку Якуба Коласа, воздвигнут большой мемориал.
Рыгор Бородулин вспоминал:
«Перезахоронение праха Янки Купалы происходило в секретности, в духе сталинщины. Урна с прахом тайно была перевезена из Москвы в музей поэта. Дежурили отобранные люди и близкие покойного, если так можно сказать. Траурное шествие было ограничено небольшой кучкой людей. По звонкам из соответствующих учреждений. Было дано указание, чтобы венки от заводов, организаций несли на кладбище с определёнными интервалами. Чтобы не было „большого стечения народа“. Вся государственная машина боялась праха поэта».Рыгор Бородулин

## Творчество

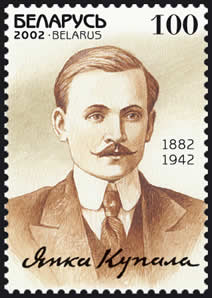
Почтовая марка Беларуси. 2002 год

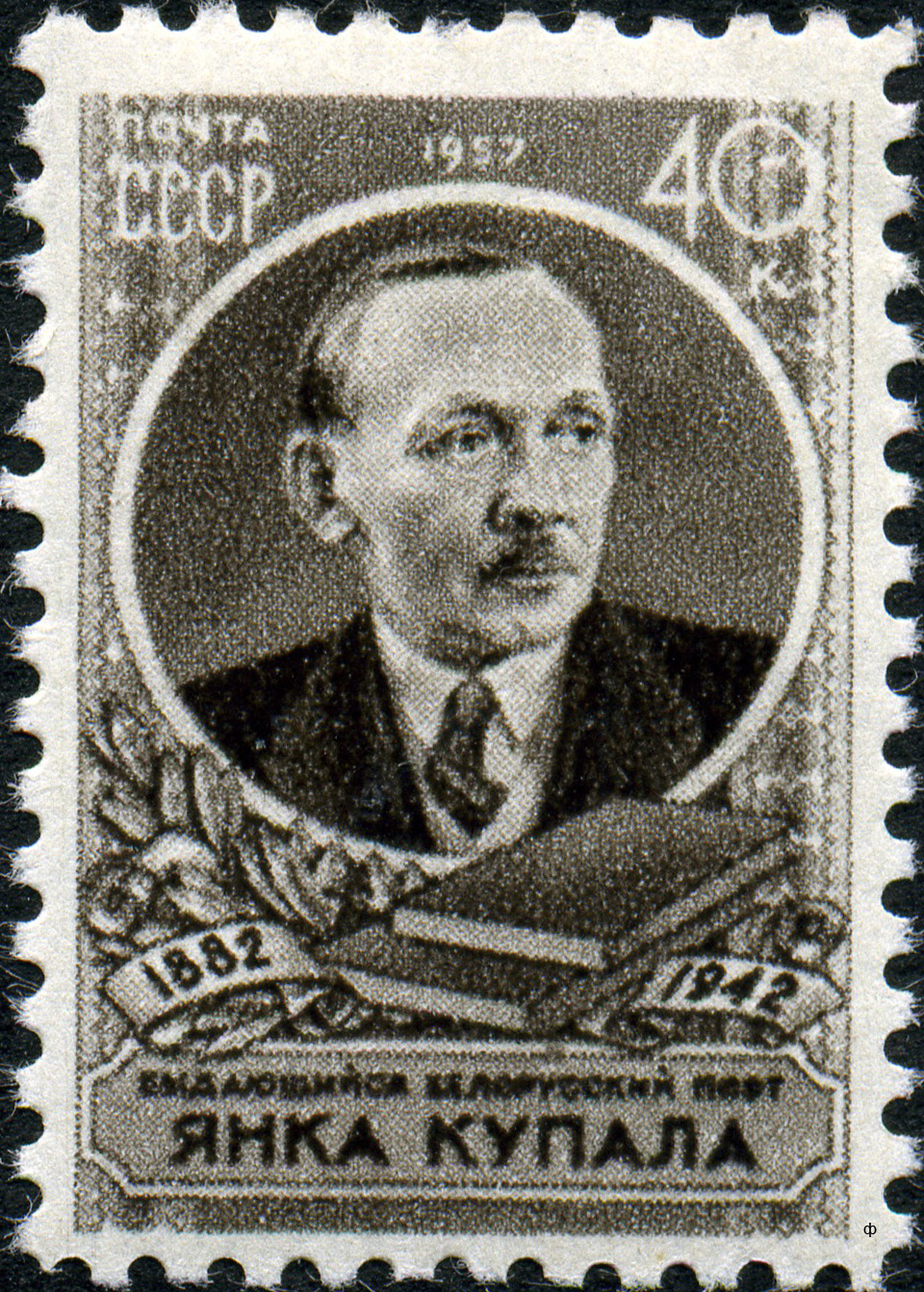
Янка Купала на почтовой марке СССР, 1957 год

Поэтический талант Янки Купалы развился на основе устоявшихся традиций белорусской литературы и фольклора середины и конца XIX века, равно как и более раннего периода, когда только происходило становление канонов народного литературного творчества. Его лирические произведения органично передают тональность и мелодику напевов народных песен, а также их звуковое единство и метафоричность, которые и обуславливают общий настрой лирики Янки Купалы.

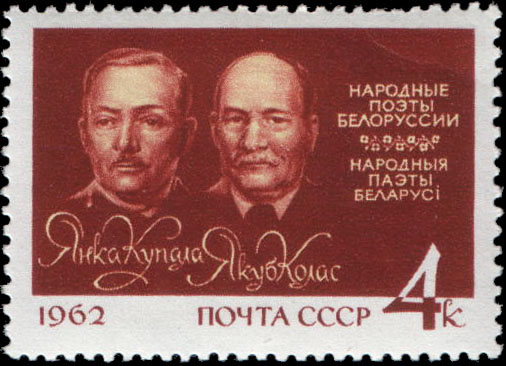
Марка почты СССР, 1962 г.

В 2003 году завершено издание полного собрания произведений Янки Купалы в 9 томах.

### Переводы

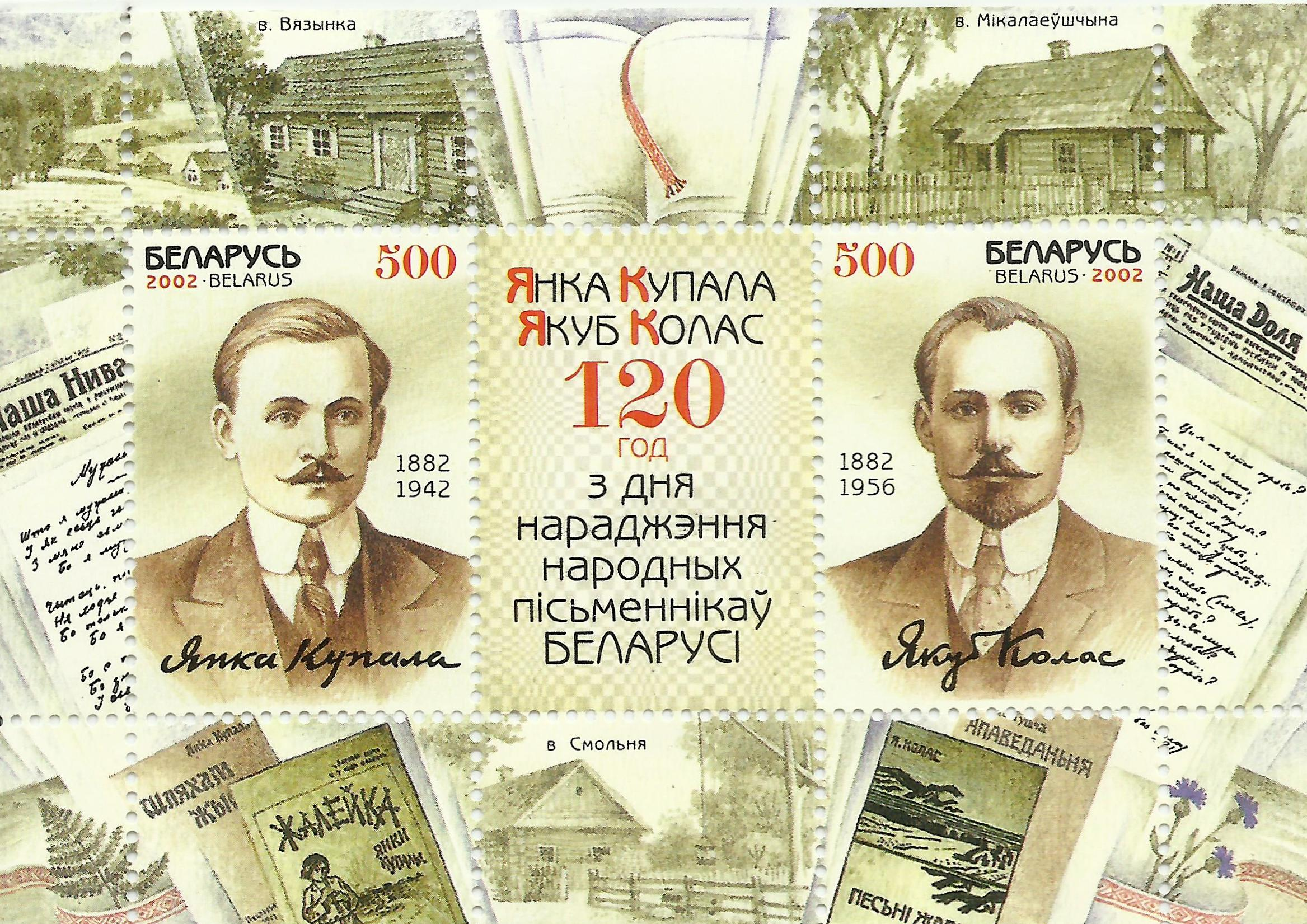
Почтовая марка Беларуси, 2002 год

Янка Купала занимался и активной переводческой деятельностью. В частности, им в 1919 году на белорусский язык переведено древнерусский памятник «Слово о полку Игореве», ставший первым литературным переводом на белорусский язык.
Занимался другими переводами: поэмы А. С. Пушкина «Медный всадник», ряда стихотворений и поэм Т. Г. Шевченко, некоторые произведения Н. А. Некрасова, И. А. Крылова, А. В. Кольцова, А. Мицкевича, Владислава Сырокомли, М. Конопницкой, Ю. И. Крашевского, В. Броневского, Е. Жулавского и других знаковых поэтов прошлых эпох.
Также перевёл «Интернационал», польский текст в пьесах В. Дунина-Марцинкевича «Идиллия» и «Залёты», либретто оперы «Галька» С. Монюшко.
Произведения самого Янки Купалы переведены на языки многих народов СССР и зарубежных стран. Например, в БССР 1920—1930-х годов его произведения часто печатались в периодической печати на языке идиш; в 1936 году в Минске вышел сборник стихов Янки Купалы в переводе на идиш З. Аксельрода.

## Память

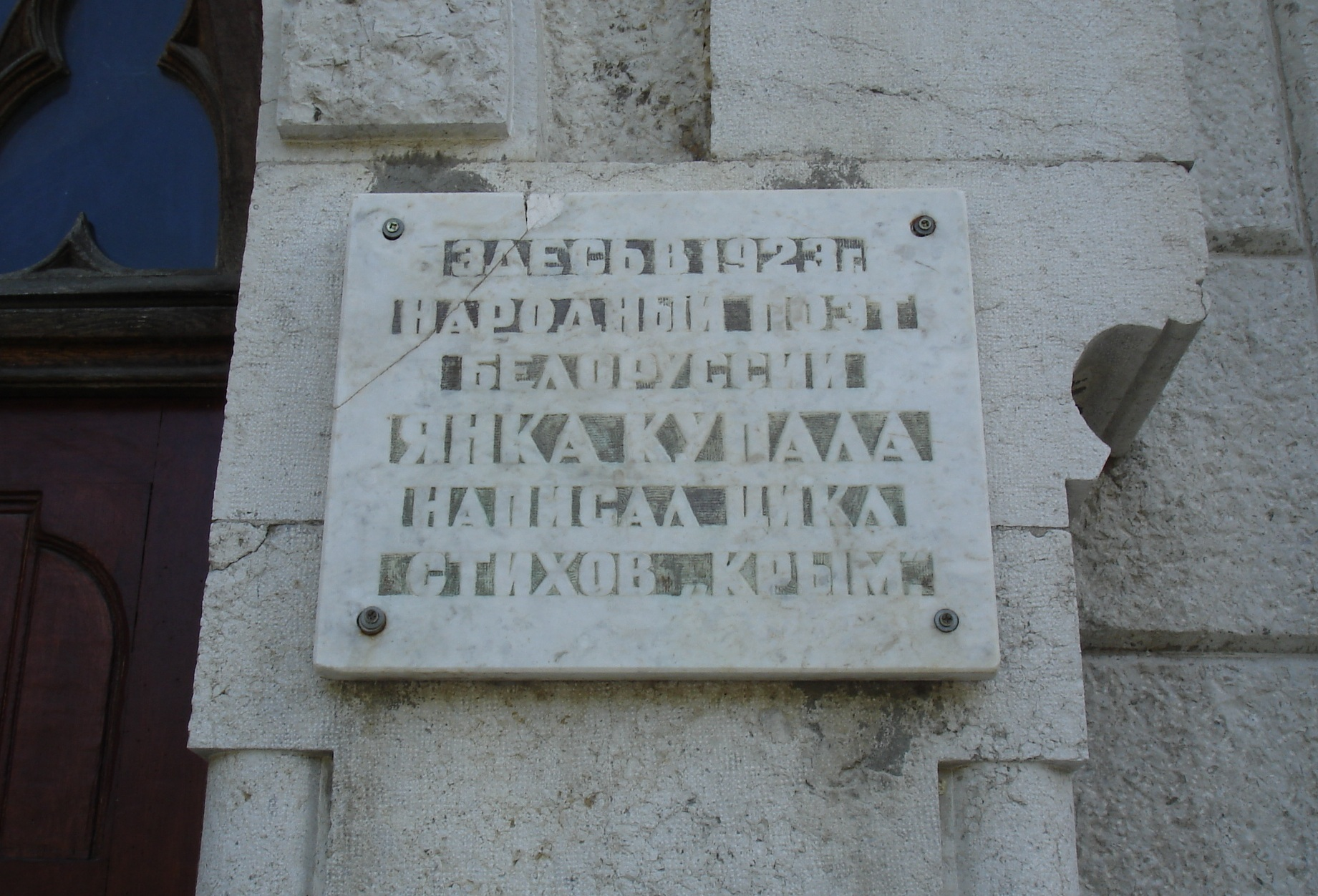
Памятная доска в Крыму

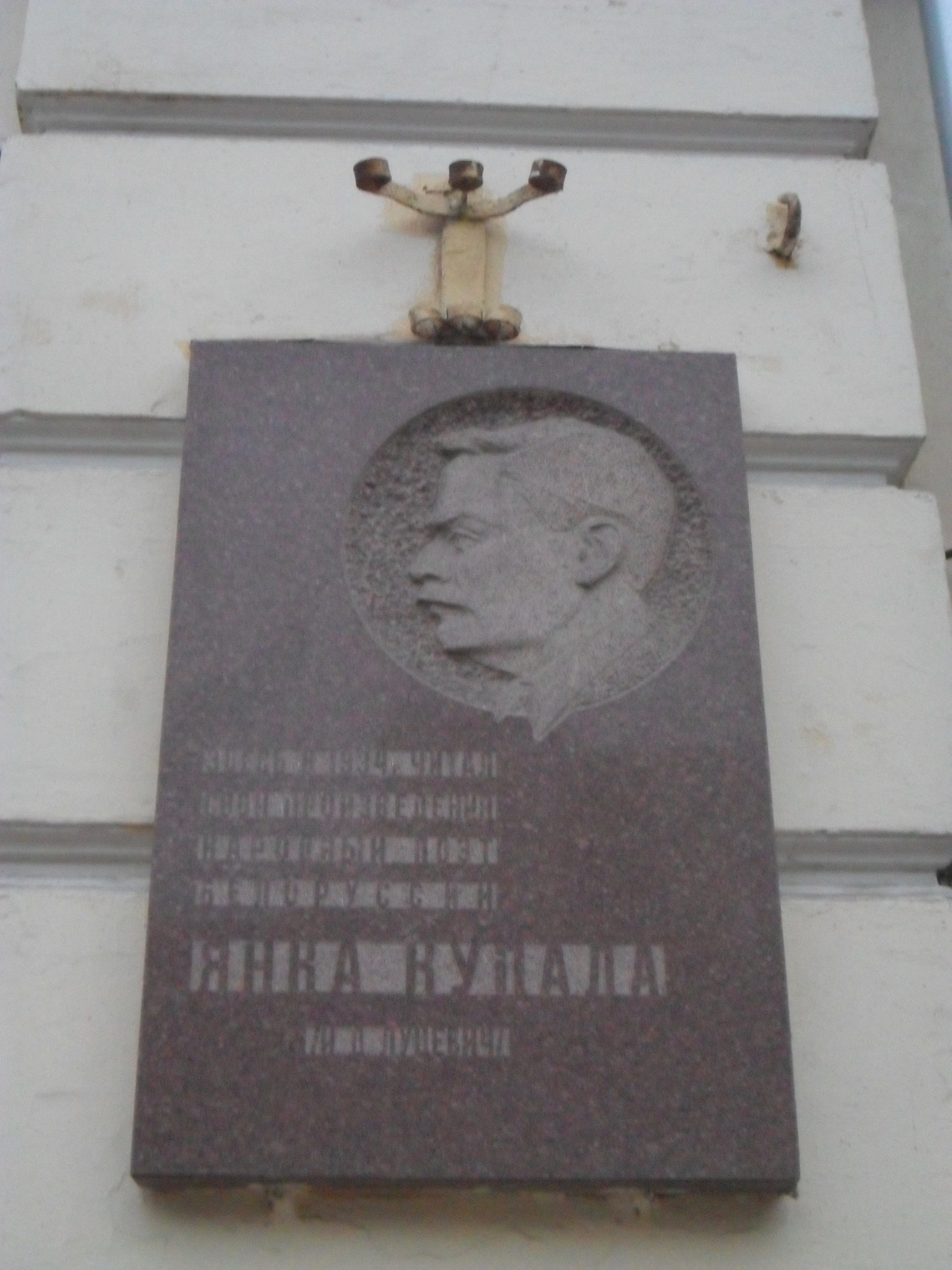
Мемориальная доска на главном корпусе СмолГУ (Смоленск)

- В 1982 году в серии «ЖЗЛ» вышла биографическая книга о Купале авторства Олега Лойки.
- Именем Янки Купалы назван ряд географических объектов (населённый пункт, улицы), учебные заведения и другие организации Беларуси.
- В Минске именем Я. Купалы названы Национальный академический театр имени Янки Купалы, Институт литературы и языка Национальной академии наук Беларуси имени Янки Купалы и Якуба Коласа, городская библиотека, станция метро, парк имени Янки Купалы, улица Янки Купалы.
- Имя Янки Купалы носит Гродненский государственный университет, в Пуховичском районе Минской области есть населённый пункт Янка Купала.
- Улицы Янки Купалы есть во многих городах Беларуси (Брест, Гомель, улица в Минске, улица в Витебске и др.), России (Волгоград, Казань, Иркутск, Нижний Новгород и др.) и Украины (улица в Киеве, Луцк, Львов и др.). Кроме того, в Гродно есть проспект Янки Купалы, в Гомеле расположен сквер Янки Купалы. В израильском городе Ашдоде с 2012 года есть площадь Янки Купалы. В Гданьске (Польша) есть улица Янки Купалы и установлен в 2003 году памятный камень. В Алматы (Казахстан) есть улица Янки Купалы.

Левковский период: на высоком берегу Днепра — дача (одно из загородных имений поэта) в Левках (под Оршей). Здесь написаны лирические стихи «Солнцу», «Алеся», «Лён», «Сосны», «Госці», «Вечарына».
В городе Ашдод (Израиль) в 2012 году появился сквер и площадь имени Янки Купалы, где 29 декабря 2015 года открыт памятный знак в честь поэта (скульптор — Владимир Паин).
Имя Янки Купалы носит районная библиотека в Лиде.
18 апреля 2023 года в Государственном литературном музее Янки Купалы в Минске прошла выставка, в которой были представлены скульптурные изображения Янки Купалы.
По случаю Дня белорусской письменности на здании районной библиотеки имени Янки Купалы в Лиде размещён тематический мурал, посвящённый Я. Купале.

### В кинематографии
- 2019 — художественный фильм «Купала» режиссёра Владимира Янковского (студия «Беларусьфильм»). Историческая драма о судьбе народного поэта Беларуси Янки Купалы. Главную роль в картине исполняет латвийский актёр с белорусскими корнями Николай Шестак[17].Литературный Музей Янки Купалы в Минске

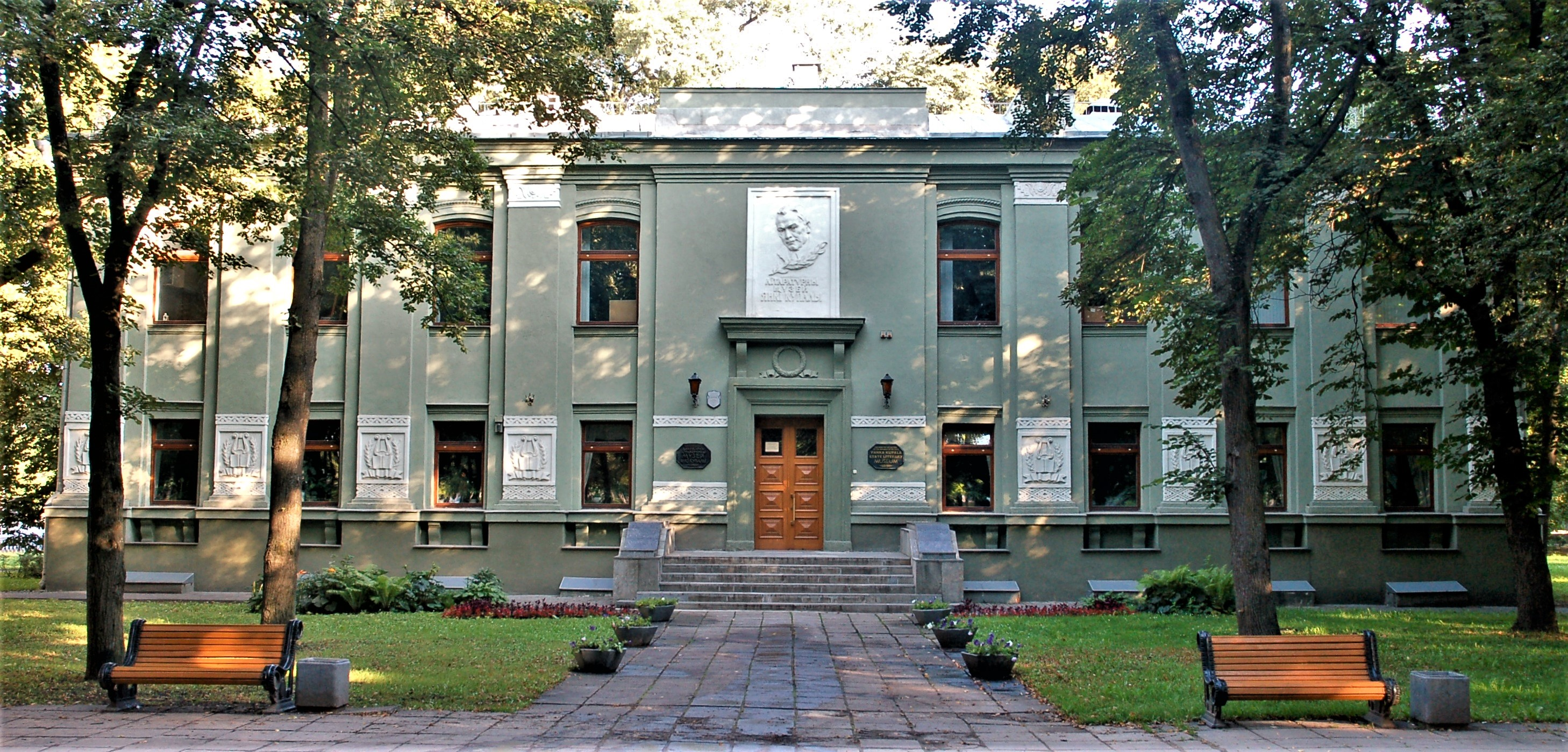
Литературный Музей Янки Купалы в Минске

### Музеи
- В 1945 году в Минске открыт музей Купалы. Филиал Минского Литературного музея Янки Купалы открыли в 2 км от хутора Окопы — в деревне Хоружинцы (к 110-летию со дня рождения)[5].
- Купаловский мемориальный заповедник «Вязынка» в Вязынка, на территории которого находится дом, где родился Я. Купала, памятник поэту работы скульптора 3аира Азгура, сад. В доме поэта находится филиал литературного музея Я. Купалы, расположенного в Минске.
- Музей Янки Купалы в селе Печищи около Казани[18].

Памятник-бюст Я. Купалы в Гомеле

### Памятники
- Памятник Янке Купале в Минске.
- Памятник Янке Купале в Москве.

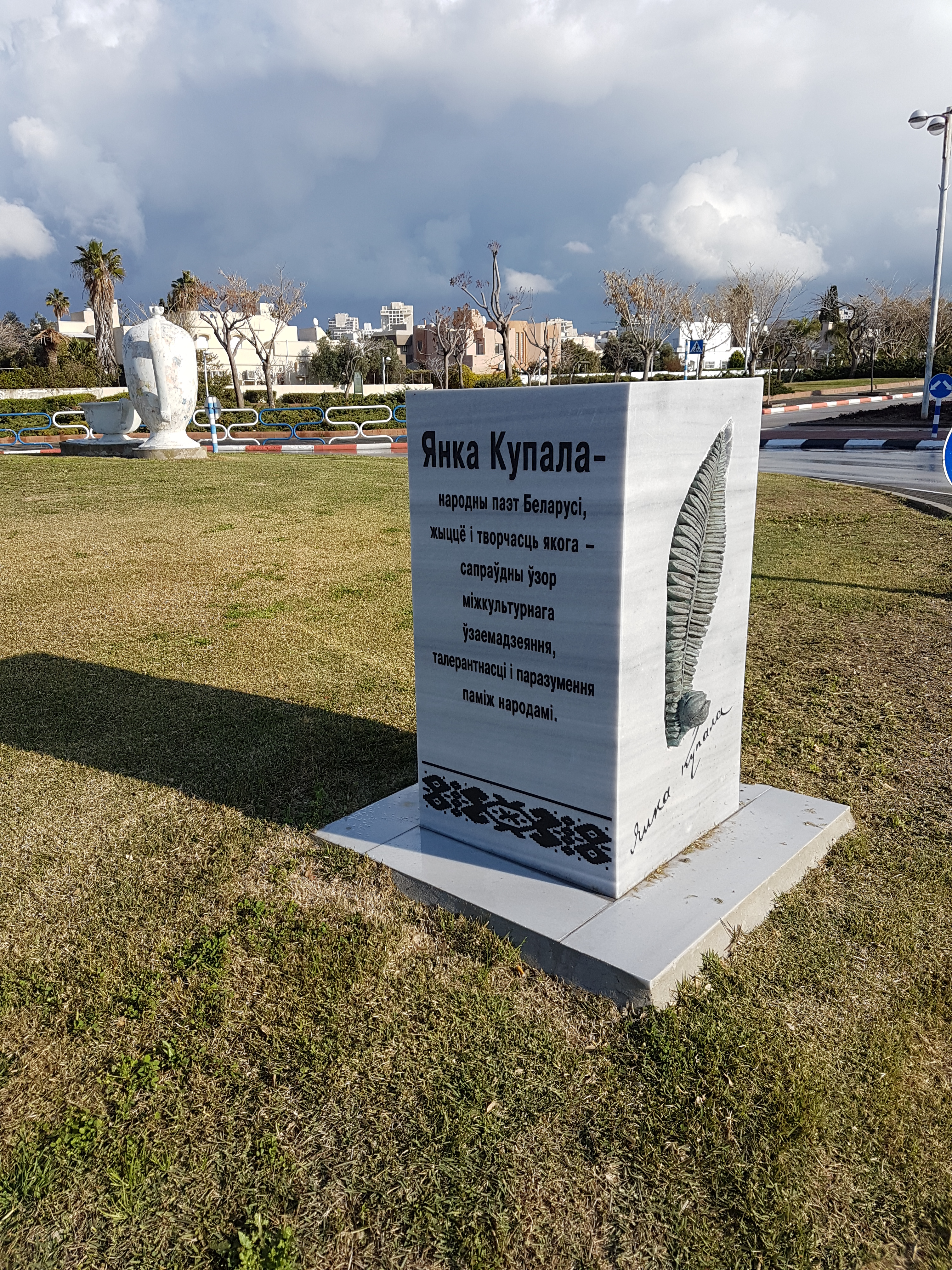
Памятный знак Янке Купале в городе Ашдоде (Израиль)

- Памятник Янке Купале в Радошковичи.
- Памятник-бюст Я. Купалы в Гомеле (2003), в сквере имени Я. Купалы.
- Бюст Янке Купале на родине поэта в дер. Вязынка.
- Мемориальная доска на доме, в котором родился Я. Купала, в Вязынка.
- Памятник Янке Купале в Купаловском мемориальном заповеднике «Левки»
- Памятник Янке Купале возле филиала «Окопы» литературного музея Янки Купалы в Хоружинцах.
- Надгробный памятник на Военном кладбище в Минске.
- Памятник-бюст поэта в Арайпарке (США)[19]. Открыт в 1973 году по проекту архитектора С. Ботковского и скульптора А. Аникейчика.
- Памятный знак в честь Янки Купалы на одноимённой площади в израильском городе Ашдоде (установлен в 2015)[20].
- Памятник-бюст Янке Купале в Гродно возле главного корпуса Гродненского государственного университета имени Янки Купалы[21].
- Памятник-бюст Янке Купале в Сиане на территории Сианьского университета иностранных языков (2019)[22][23].
- Памятник Янке Купале в Пекине на территории Второго Пекинского университета иностранных языков (2020)[24]. Скульптор — У Вэйшань.
- Бюст Янки Купалы в Копысь (2022). Скульптор — У Вэйшань.
- Памятник Я. Купале в Ашхабаде (2024)[25].

### В филателии и нумизматике
- В 1992 году Банк России выпустил:
  - монету из медно-никелевого сплава качеством БА номиналом 1 рубль, посвящённую 110-летию со дня рождения Янки Купалы.
  - монету из медно-никелевого сплава качеством Пруф-лайк номиналом 1 рубль, посвящённую 110-летию со дня рождения Янки Купалы.
- В 2002 году Национальный банк Республики Беларусь выпустил:
  - монету из медно-никелевого сплава номиналом 1 рубль, серебряную монету номиналом 10 рублей, посвящённые 120-летию со дня рождения Янки Купалы[26].

### Образование
- Имя Я. Купалы присвоено средней школе № 19 в Минске, средней школе в аг. Сеница Минского района, в г. п. Копысь Оршанского района[27], средней школе № 1 в г. Молодечно, гимназии в Мозыре.
- В 2011 году Рижская белорусская основная школа в Латвии была переименована в Рижская белорусская основная школа имени Янки Купалы. В честь Янки Купалы на входе была вывешена фреска с портретом писателя.
- В 1957 году Гродненскому педагогическому институту присвоено имя Янки Купалы. 1 мая 1978 года педагогический институт преобразован в Гродненский государственный университет имени Янки Купалы.

## Постановки
- «Сны аб Беларусі» — драма, по пьесе «Калыска чатырох чараўніц». По произведениям Янки Купалы и Владимира Короткевича. Посвящён юбилею. Автор инсценировки и режиссёр-постановщик — белорусский режиссёр Владимир Савицкий[28]
- Рок-опера «Курган», музыкально-театрального проект, автор — Андрей Скоринкин[29].

### Экранизации
- 1952 — Павлинка (реж. Александр Зархи, «Беларусьфильм»)
- 1971 — Могила льва (экранизация поэмы «Могила льва») (реж. Валерий Рубинчик, «Беларусьфильм»)
- 1972 — После ярмарки (экранизация пьесы «Павлинка») (реж. Юрий Цветков, «Беларусьфильм»)
- 1981 — Раскиданное гнездо (экранизация пьесы «Раскиданное гнездо») (реж. Борис Луценко, «Беларусьфильм»)
- 2007 — Павлинка-new (мюзикл) (режиссёр-постановщик и сценарист Александра Бутор)

## Образ в кино
- В биографической драме «Купала» 2020 года режиссёра Владимира Янковского роль Янки Купалы исполнил латвийский актёр Николай Шестак.

### Статьи
- Трафімчык, А. «Раз абсеклі Беларуса Маскалі ды Ляхі…». Падзел Беларусі 1921 г. у паэтычным асэнсаванні Янкі Купалы / А. Трафімчык // Дзеяслоў. — 2012. — № 2 (57). — C. 275—294. (Ч. 1; Ч. 2)

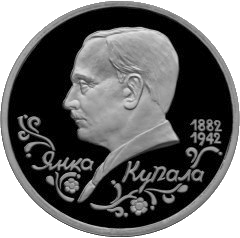
Памятная монета Банка России, посвящённая 110-летию со дня рождения Янки Купала. 1 рубль, медно-никелевый сплав, 1992 год

- Арлоў, У. Зыход Паэта зь яснай явы: вэрсіі Купалавай сьмерці (ЧАСТКА — 1) / У. Арлоў // Фонд имени Дмитрия Завадского . — 2009. — Режим доступа: https://web.archive.org/web/20131203052923/http://zavadsky.org/ru/articles/pgb.php?nws_id=373&nwsrub=1. — Дата доступа: 22.11.2012.